# Jezioro Zielińskie
Jezioro Zielińskie – jezioro w Polsce, położone w województwie zachodniopomorskim, na Równinie Gorzowskiej, przylegające do wsi Zielin.